# Mercat Cross and City Centre

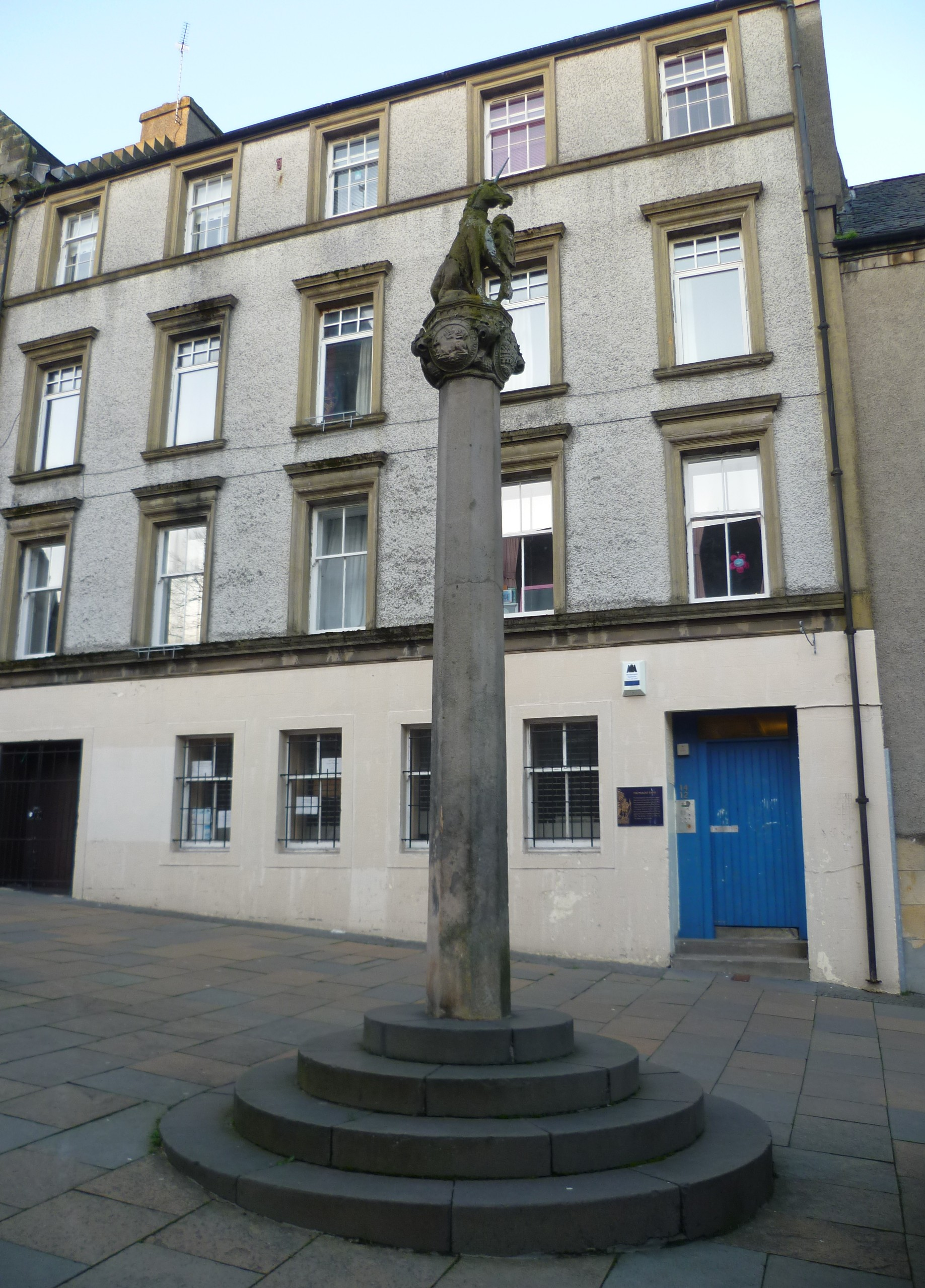
Das Marktkreuz von Stirling

Mercat Cross and City Centre ist der zentrale Bereich von Stirling in Schottland, der eine der 42 Community Council Areas (CCA) der übergeordneten Verwaltungsebene (Council Area) bildet. Der erste Teil des Namens bezieht sich auf das historische Marktkreuz. Angrenzende CCAs sind, beginnend im Osten und dann im Uhrzeigersinn, Riverside, Braehead and Broomridge, King’s Park und Raploch. Hinzu kommen, im äußersten Nordosten, wo ihr Gebiet in einem schmalen Streifen bis zum Forth reicht, auf der gegenüberliegenden Seite des Flusses die Ausläufer der CCAs Cornton und Causewayhead. Unter den Bauwerken, die im Gebiet der CCA liegen, sind der Bahnhof im Südosten sowie Cowane’s Hospital im Westen. Beim Zensus 2011 wurde festgestellt, dass 4066 Einwohner auf den 0,9 Quadratkilometern lebten.